# Beautiful Goodbye
Beautiful Goodbye è un album in studio del cantautore statunitense Richard Marx, pubblicato nel 2014.

## Tracce
1. Whatever We Started (Marx) - 3:55
2. Suddenly (Marx) - 4:45
3. Inside (Marx) - 5:29
4. Beautiful Goodbye (Marx/Daisy Fuentes) - 4:55
5. Forgot To Remember (Marx/Matt Scannell/Chris Mann) - 3:49
6. Turn Off The Night (Marx/David Hodges/Steven Miller) - 3:28
7. Have A Little Faith (Marx) - 4:43
8. Like The World Is Ending (Marx) - 4:15
9. To My Senses (Marx) - 4:56
10. Getaway (Marx/Walter Afanasieff) - 3:41
11. Eyes On Me (Marx) - 3:04